# 胡各庄镇
胡各庄镇，是中华人民共和国河北省唐山市滦南县下辖的一个乡镇级行政单位。

## 行政区划
胡各庄镇下辖以下地区：
东胡各庄村、西胡各庄村、郑各庄村、西庄店村、东庄店村、沈营村、北圈村、南圈村、小圈村、刘营村、王营村、东三间房村、西三间房村、康中河村、东梁各庄村、西梁各庄村、肖家河村、井离庄村、王庄子村、马各庄村、侯各庄村、史各庄北村、前史各庄村、大崔各庄村、戚庄村、刘庄村、大富各庄村、孟各庄村、桑园村、邢各庄村、东新户村、西新户村和高庄子村。